# Harvey (phim)
Harvey là một bộ phim năm 1950 chuyển thể từ vở kịch cùng tên đoạt giải Pulitzer của Mary Chase, đạo diễn Henry Koster, diễn viên chính James Stewart và Josephine Hull. Bộ phim nói về một người đàn ông cùng với người bạn thân nhất của anh ta là một chú yêu tinh tên Harvey, có hình dạng một con thỏ khổng lồ vô hình.

## Diễn viên
- James Stewart - vai Elwood P. Dowd
- Josephine Hull - vai Veta Louise Simmons
- Peggy Dow - vai cô Kelly:
- Charles Drake - vai Bác sĩ Lyman Sanderson:
- Cecil Kellaway - vai Bác sĩ Willie Chumley
- William H. Lynn - vai Judge Gaffney
- Victoria Horne - vai Myrtle Mae Simmons
- Jesse White - vai Marvin Wilson
- Wallace Ford - vai Tài xế tắc xi
- Nana Bryant - vai bà Chumley
- Grayce Mills - vai bà Chauvenet
- Harvey - vai thỏ Harvey

## Nội dung
Elwood P. Dowd (James Stewart) là một người đàn ông trung niên, tốt bụng nhưng kì quặc, có một người bạn đồng hành là một con thỏ khổng lồ vô hình, cao 6 foot 3 inch rưỡi tên Harvey. Theo miêu tả của Dowd, Harvey là yêu tinh, một loại sinh vật có phép thuật tinh quái trong thần thoại Xen-tơ. Elwood luôn bị chị gái và cháu gái (sống cùng anh và luôn mong mỏi sự chuẩn mực cùng một địa vị xã hội) lèo lái để không giới thiệu với những người anh gặp về Harvey. Những ảo giác của Dowd có thể gây nguy hiểm cho địa vị gia đình và làm chị và cháu gái anh xấu hổ.

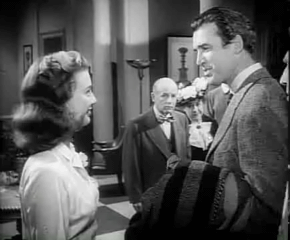
Peggy Dow and James Stewart

Người chị gái, Veta Louise Simmons (Josephine Hull), cố gắng đưa Elwood vào một trại điều dưỡng. Trong cơn điên tiết, bà thừa nhận với bác sĩ tâm thần Lyman Sanderson (Charles Drake), sau quá nhiều năm che giấu, năm thì mười hoạ, bà thỉnh thoảng thấy Harvey. Điều này khiến bác sĩ cho Elwood ra và nhốt Veta lại. Sau khi phát hiện sự nhầm lẫn, Bác sĩ Chumley (Cecil Kellaway), viện trưởng, quyết định để cứu vớt danh tiếng cho bệnh viện thì cần phải bắt Elwood lại ngay.
Sau khi bị bắt, Elwood phải trải qua một số thử thách, mặc dù anh không hề biết về ý định của bác sĩ Chumley, Judge Gaffney (William Lynn) và Veta Louise.
Cuối cùng, Elwood (cùng với tất cả những người khác), quay lại bệnh viện, thuyết phục bác sĩ Chumley về sự tồn tại của Harvey. Tuy nhiên, bác sĩ Sanderson khuyên Elwood đến phòng nghiên cứu của ông tiêm huyết thanh để ngừng nhìn thấy con thỏ. Khi họ chuẩn bị tiêm, một anh tài xế tắc xi bảo với chị gái Elwood rằng tất cả những người anh ta chở đến bệnh viện tâm thần đều nhận được loại thuốc tương tự, cảnh báo bà rằng Elwood sẽ trở thành "một người bình thường. Và bà biết thế nào là một người khó ưa". Buồn về những ý nghĩ này, Veta hủy thủ tục đó.

## Giải thưởng và vinh dự

### Giải Oscar
- Nữ phụ xuất sắc nhất - Josephine Hull
- Đề cử Nam chính xuất sắc nhất - James Stewart

### Danh sách củaAFI
- 2000: 100 phim hài #35
- 2008: 10 phim của 10 thể loại #7 Thần thoại